# Sant'Agostino
Pour les articles homonymes, voir Sant'Agostino (homonymie).

Sant'Agostino (Sant'Agustin en dialecte de Ferrare) est une commune de la province de Ferrare dans la région Émilie-Romagne en Italie.
Depuis le 1er janvier 2017, la commune est fusionnée avec Mirabello sous le nouveau toponyme de Terre del Reno.

## Géographie
Sant’Agostino culmine à 15 mètres d’altitude, à 20 km au sud-est de Ferrare, enclavé entre :
- au Sud : par la boucle que fait le fleuve Reno pour se diriger vers l'Est et la forêt de la Panfilia (limite avec la province de Bologne) ;
- à l’Ouest : le Cavo Napoleonico ou « dégorgeoir du Reno » de 1807 qui est la dérivation du trop plein du fleuve Reno dans le Pô ;
- au Nord, depuis 1955, le début du Canal Émilien Romagnol qui dérive par un by-pass, une partie des eaux du Pô ou du Reno pour irriguer la plaine de Romagne jusqu'à Rimini.

La route nationale SS255 mène à Ferrare (20 km).

## Histoire
Au XVIIIe siècle, la dérivation du Reno vers le Primaro (Po di Primaro) fut réalisée par le creusement d'un canal, le Cavo Benedettino, qui permit d'assainir les zones marécageuses qui s'étendaient de Sant'Agostino jusqu'à Ravenne.
Le 20 mai 2012, un fort tremblement de terre de magnitude 6.0, survenu à 04h04 dont l'épicentre est situé à Finale Emilia, touche la ville en provoquant de nombreux dégâts sur la mairie et dans la ville, tuant deux ouvriers d'une usine de céramique.

## Économie
- Industrie de la céramique spécialisée dans la fabrication de revêtement de sol en grès (pietra di ferrara) de style ancien.
- petite industrie de fabrication de matériel de pesage (industriel et médical).

## Fêtes et manifestations
- Sagra del tartufo : sacre de la truffe blanche et noire issus de la forêt de la Panfilia, en septembre
- Fête du pays, jeux sons et lumières
- marché le vendredi et dimanche

## Site et monuments d’intérêt
- la forêt de la Panfila : dans le Parc régional du delta du Pô d'Émilie-Romagne

## Administration
| Période                                  | Période  | Identité         | Étiquette     | Qualité |
| ---------------------------------------- | -------- | ---------------- | ------------- | ------- |
| 08/06/2009                               | En cours | Fabrizio Toselli | Liste civique |         |
| Les données manquantes sont à compléter. |          |                  |               |         |

### Hameaux
Dosso, San Carlo

### Communes limitrophes
Bondeno (10 km), Cento (12 km), Galliera (7 km), Mirabello (9 km), Pieve di Cento (12 km), Poggio Renatico (13 km)

## Démographie

### Ethnies et minorités étrangères
Les nationalités majoritairement représentatives étaient :
| Pos. | Pays     | Population |
| ---- | -------- | ---------- |
| 1    | Maroc    | 283        |
| 2    | Pakistan | 116        |
| 3    | Roumanie | 81         |
| 4    | Albanie  | 34         |
| 5    | Tunisie  | 34         |
| 6    | Ukraine  | 25         |
| 7    | Chine    | 19         |
| 8    | Moldavie | 17         |
| 9    | Pologne  | 15         |
| 10   | Nigeria  | 14         |